# Микола Болкун
Микола Болкун (рік народження невідомий – 1930 – 1943 рр. – рік смерті невідомий) –  український поет. 

## Біографія
Народився Микола Болкун в с. Михля Ізяславського району Хмельницької області у родині священника Юрія Болкуна. Рік народження невідомий, приблизно 1906-1908 рр.
Коли більшовики закрили церкву, родина змушена була переїхати до Вінниці. Там майбутній поет вступає до педагогічного інституту.
В кінці 1930 р. Микола Болкун влаштовується на роботу в Михнівську середню школу, де викладає німецьку мову. 
З осені 1941 року Микола працює при редакції Українського видавництва «Заславський вісник». 
1942 - німці схопили Болкуна і відправили його до табору примусової праці до в Гановер, до Німеччини. Звідти Микола надсилає листа до Уласа Самчука . Самчук одержав цей лист 16 серпня 1942 р. і розмістив у спогадах. До Німеччини потрапляють і сестра Болкуна Галина, побратим Герась та вагітна дружина Оля, яка народжує на чужині дитину. Пізніше Ольга з дитиною помруть від застуди, так ніколи і не повернувшись до України. 
Після звільнення з німецького полону, Микола Болкун їде до Заслава. Він приєднується там до загону УПА, який базувався біля села Михнів у лісі. Надалі доля поета невідома. Скоріш за все він загинув.
У творчому доробку поета кілька віршів, які були надруковані в українських виданнях 1942 – 1944 років: у жіночому журналі «Українка» (Костопіль), «Дорога», у газеті «Костопільський вісник».
| Текст вилучений зі статті через підозру в порушенні авторських прав |
| --- |
| Текст, що раніше перебував на цій сторінці, запідозрено в порушенні авторських прав на текст із таких джерел: https://imuseum.ucoz.ua/news/garjache_serce_v_nas_jake_garjache_serce/2016-02-17-15, https://www.myslenedrevo.com.ua/uk/Lit/B/Bolkun.html Дата, коли було знайдено порушення: 30 листопада 2021. Тому, хто повісив цей шаблон: На сторінку обговорення користувача, який розмістив цю статтю, варто додати повідомлення {{subst:nothanks cv\|Микола Болкун\|url=https://imuseum.ucoz.ua/news/garjache_serce_v_nas_jake_garjache_serce/2016-02-17-15, https://www.myslenedrevo.com.ua/uk/Lit/B/Bolkun.html. |
| До уваги користувача, який розмістив цю статтю Не редагуйте статтю зараз, навіть якщо ви збираєтеся її переписати. Дотримуйтесь вказівок нижче. - Якщо власник авторських прав на зазначений вище матеріал дозволяє використовувати його на умовах GNU FDL без незмінюваних секцій та Creative Commons із зазначенням автора / розповсюдження на тих самих умовах, будь ласка, сповістіть про це на сторінці обговорення цієї статті. - Якщо правовласником є ви, додайте на зазначеному вище ресурсі примітку: «Матеріали дозволено використовувати на умовах GNU FDL без незмінюваних секцій та Creative Commons із зазначенням автора / розповсюдження на тих самих умовах». - Якщо дозволу на використання цього матеріалу немає, будь ласка, зробіть одне з двох: 1. Напишіть хоча б гарний накид статті на цій підсторінці. Зверніть увагу: не треба копіювати текст, що порушує авторські права, на зазначену підсторінку й редагувати його. Якщо ви взялися за написання нової статті, не забудьте сповістити про це на сторінці обговорення. 2. Залиште все як є, і тоді статтю буде вилучено. У випадку, якщо новий текст написано не буде, цю статтю буде вилучено через тиждень після появи цього попередження (детальніше див. документацію шаблону). Вихідний текст цієї статті з можливим порушенням копірайту можна знайти в історії змін. Зверніть увагу, що розміщення у Вікіпедії матеріалів, автор яких не надав явного дозволу на їхнє використання відповідно до ліцензії GNU FDL без незмінюваних секцій та Creative Commons із зазначенням автора / розповсюдження на тих самих умовах, може бути порушенням законів про авторське право. Користувачів, які додають до Вікіпедії такі матеріали, може бути тимчасово позбавлено права редагувати статті. Попри все, ми завжди раді вашим оригінальним статтям. Дякуємо. Цю сторінку внесено до категорії Вікіпедія:Можливе порушення авторських прав. |

У своїх віршах Микола Болкун не лише оспівує рідну Україну та її вірних синів, але й вірить в те, що події Другої світової війни дадуть можливість Україні стати незалежною і вільною від радянської московщини.

Микола Болкун також присвятив поезію Уласу Самчуку, який допомагав йому у скруті і друкував його вірші у рівненському часописі «Волинь». Вважається, що поезія "Друг" присвячена саме Уласові Самчуку:  [Архівовано 28 жовтня 2021 у Wayback Machine.]
З огнем у скованих зіницях
Стоїть він в гамі злих вітрів.
Його цілують блискавиці
Під гук розкотистий громів.
І чую я, що в серці в нього
Ревуть громи і грає кров…
Він буревію ждав нового –

І прийде він, як дивний зов.
(Вперше надруковано: «Дорога», 1943 р., ч. 3, с. 36.)